# Механическое реле
Механическое реле (англ. mechanical relay) — реле, реагирующее на изменение механических величин (перемещения, скорости, ускорения, расхода, давления, силы, момента, мощности) или механических параметров веществ (упругости, вязкости, плотности и т. п.). В большинстве случаев оно представляет собой датчики различных механических величин, имеющие релейный выход или воздействующие на релейные элементы.
Принципы устройства механического реле могут быть различны: механические, акустические, тепловые, оптические, магнитные, электрические, с применением радиоактивных изотопов и т. п. Выходные сигналы могут быть: электрические (постоянного или переменного тока), пневматические, гидравлические.

### Механическое реле перемещения
Реле перемещения построенные на механическом принципе, представляют собой контакты, расположенные либо в заданной точке пути [проходные контакты, проходной выключатель (переключатель), проходное реле], либо в конце пути [концевые контакты, концевой выключатель (переключатель), концевое реле], которые приводятся в действие с помощью механического толкателя или рычажной передачи.
Механические реле перемещения, построенные на акустическом принципе, содержат излучатель (механический, магнитострикционный, электрострикционный), посылающий непрерывные или импульсные сигналы определённой частоты и приёмник, воспринимающий эти сигналы. Если фаза непрерывного акустического сигнала, образуемого стоячей волной, или момент приёма импульсного акустического сигнала совпадают с заданными значениями, то принятый акустический сигнал преобразуется в приёмнике в электрический, усиливается и пропускается.
Механические реле перемещения, построенные на тепловом принципе, используют изменение теплоотдачи приёмника (либо увеличение притока тепла к приёмнику от внешнего источника) при достижении подвижной частью реле (заслонкой, столбом жидкости и т. п.) заданного положения.
Механические реле перемещения, построенные на оптическом принципе, используют резкое изменение светового потока при перемещении подвижной части (например, при оптическом контакте, когда при нарушении механического контакта двух прозрачных призм величина проходящего в приёмную призму светового потока резко изменяется) или связанной с ней заслонки, перекрывающей световой поток, или зеркала, изменяющего величину падающего на приёмник светового потока. В других случаях источник светового потока перемещается на подвижной части и попадает на приёмник при перемещении подвижной части в заданное положение.
Механическое реле перемещения, построенные на электрическом принципе, реагируют на резкое изменение сопротивления в электрической цепи при достижении подвижной частью (заслонкой, столбом жидкости и т. п.) определённой точки пути. Это достигается либо непосредственно замыканием цепи подвижной частью реле, либо перерывом потока ионных (например, в жидкости) или электронных носителей тока, либо изменением ёмкости или индуктивности (и вследствие этого сопротивления в цепи переменного тока), либо изменением частоты колебаний или срывом колебаний генератора.
Механические реле перемещения, использующие магнитный принцип, в простейшем случае имеют контакты с ферромагнитной пластинкой-якорем, которая притягивается расположенным на подвижной части магнитом, когда подвижная часть переместится в заданное положение, где установлен контакт. В других типах магнитный поток от магнита, расположенного на подвижной части, воздействует на поток электронов в приёмнике, вызывая его отклонение и резкое изменение сопротивления в управляемой цепи. Так же используются реле, у которых изменение магнитного потока при перемещении подвижной части вызывает изменение сопротивления полупроводниковых пластики (из германия, сурьмянистого индия или мышьяковистого индия) или появления ЭДС Холла.
Механические реле перемещения с применением радиоактивных изотопов используют либо перекрытие потока α-, β- или γ-излучения подвижной частью (заслонкой, столбом жидкости), либо облучение приёмника, помещённого в заданной точке пути, потоком α-, β- или γ-излучений, источник которых помещается на подвижной части.

### Механическое реле уровня
Механические реле уровня являются модификацией реле перемещения. В них в качестве подвижной части обычно используется поплавок. Действие других реле уровня основано на изменении давления жидкости (плотность которой известна) на мембрану расположенную на дне или стенке резервуара.

### Механическое реле скорости
Механические реле скорости, построенные на механическом принципе, при контроле угловой скорости вращающихся частей используют силы вязкого трения между вращающимся диском и другим параллельно расположенным диском, угол поворота которого зависит от скорости вращения первого диска и жёсткости пружины, закручиваемой при повороте второго диска. При достижении заданной скорости угол поворота второго диска будет достаточен для замыкания контактов. В других типах механического реле угловой скорости вращающийся вал связан с центробежным насосом давление на выходе которого зависит от скорости вращения вала. Распространены механические реле скорости, у которых расходящиеся под влиянием центробежных сил грузы перемещают муфту, связанную с контактами.
Широко применяются механические реле скорости, у которых контакт замыкает цепь тока при каждом обороте. Выходной сигнал в виде изменяющейся пропорционально значению скорости частоты импульсов преобразуется в месте приёма в среднее значение тока, при определённой величине которого срабатывает приёмное (электрическое реле).
Механические реле скорости, использующие акустический принцип действия, имеют генератор акустических колебаний, посылающий непрерывный или импульсные акустические сигналы. Изменение частоты в приёмнике при непрерывном сигнале вследствие эффекта Доплера или в промежутке времени между двумя принятыми импульсными сигналами пропорционально скорости движения контролируемого объекта.
Механические реле скорости, основанные на тепловом принципе действия, используют изменение температуры(а следовательно, и сопротивления) нагретого током проводника или полупроводника в зависимости от величины скорости омывающего потока жидкости или газа.
Механические реле скорости оптического принципа действия имеют диск с прорезями, перерывающими световой поток, или с поверхностями, отражающими световой поток. Часть импульсов светового потока, падающих на приёмник, пропорциональна скорости.
Механические реле скорости, основанные на электрическом принципе действия, используют ЭДС, индуцированную в проводнике, движущимся в магнитном поле. Конструктивно такие реле имеют вид маленького генератора (тахогенератора) постоянного или переменного тока, в цепи нагрузки которого помещено электрическое реле. В другом распространённом типе реле скорости вращающийся постоянный магнит создаёт в диске или цилиндре вихревые токи, которые взаимодействуя с потоком постоянного магнита, вызывают момент, стремящийся повернуть диск или цилиндр в сторону движения магнита. Так как диск или цилиндр удерживается пружиной, то угол поворота диска или цилиндра пропорционален скорости вращения магнита.
Механические реле скорости с использованием радиоактивных изотопов имеют либо диск, прерывающий с определённой скоростью поток α-, β- или γ-излучений, падающий на приёмник, либо источник излучения, помещённый на вращающейся части, который при каждом обороте облучает приёмник.

### Механическое реле ускорения
Механические реле ускорения обычно основаны на перемещении неподвижного или вращающегося тела, подвешенного на пружине или взвешенного в жидкости, при воздействии на него ускорений.

### Механическое реле расхода
Механические реле расхода жидкости или газа, основанные на механическом принципе, используют вертушку с винтообразно расположенными лопастями, скорость вращения которой пропорциональна количеству газа или жидкости, протекающих по трубе. Скорость вращения измеряется с помощью контактного, индуктивного или радиоактивного датчика и электрического реле, реагирующего на среднее значение тока. В реле расхода может использоваться также изменение перепада давления, возникающего по обе стороны сужения (диафрагмы, сужение Вентури и т. п.) в трубе и пропорционального расходу. При достижении заданного значения перепада давления срабатывает реле давления.
Механическое реле расхода акустического принципа действия включает генератор акустических колебаний и два приёмника, расположенные вдоль трубы по обе стороны генератора. В случае непрерывного сигнала измеряется разность фаз колебаний, воспринимаемых приёмниками, а в случае импульсных сигналов — разность времени прихода импульсов.
Механические реле расхода теплового принципа действия строятся аналогично реле скорости.
Механические реле расхода электрического принципа действия для жидкостей (преимущественно проводящих) используют ЭДС, индуктируемую в жидкости при протекании её в магнитном поле, направленном перпендикулярно оси трубопровода. ЭДС, снимаемая с электродов, расположенных перпендикулярно оси магнитного потока, пропорциональна средней скорости течения жидкости и, при постоянном сечении трубопровода, пропорциональна расходу. Стоящее на выходе электрическое реле срабатывает при достижении заданного значения ЭДС и, следовательно, расхода. Также, есть механические реле расхода, использующие электрические или радиоактивные методы создания ионизированных порций газа и определяющее время переноса этих порций на заданное расстояние.

### Механическое реле давления

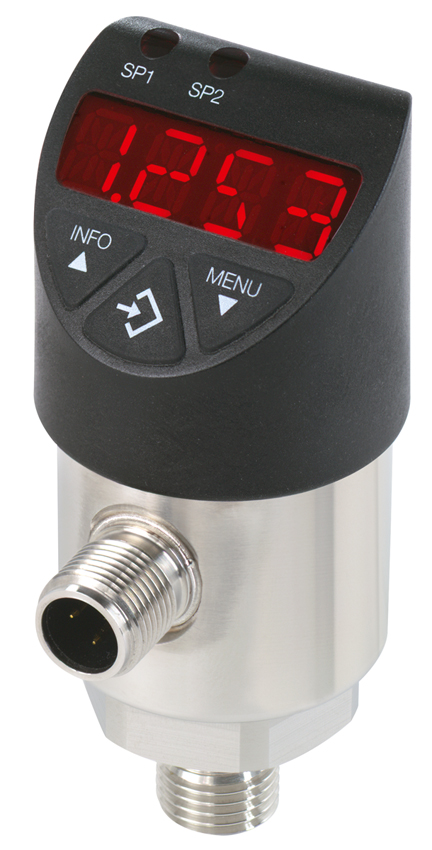
Реле давления

Механическое реле давления жидкости или газа, основанное на механическом принципе действия, используют как уравновешивание давления столбом жидкости (жидкостные контактные манометры, «кольцевые весы») или грузом (колокольные контактные манометры), так и силы реакции упругих элементов (плоских, гофрированных или мягких мембран, сильфонов, трубчатых пружин — одно и многовитковых).
Механические реле давления акустического принципа действия используют изменение скорости звука или величины поглощения звука в зависимости от давления в газе.
Механические реле давления теплового принципа действия используют зависимость от давления теплопроводности газа и связанной с ней температуры и, следовательно, сопротивления нити или термистора, включённых в цепь электрического реле. В другом варианте используется термопара, температура горячего спая которой зависит от теплопроводности газа определяемого его давлением.
Механические реле давления могут быть основаны на изменении степени ионизации газа в промежутке между двумя электродами. Ионизация газа вызывается электронами, вылетающими из катода, накаливаемого током или источником излучения радиоактивных частиц.

### Механическое реле усилия
В механических реле усилия, основанных на механическом принципе, усилия преобразуются в перемещение с помощью упругих элементов (пружин); далее выходной сигнал формируется так же как и у механических реле перемещения.
Механические реле усилия, основанные на электрических принципах, используют либо изменение сопротивления проводниковых и полупроводниковых материалов (тензометров), либо изменение магнитной проницаемости ферромагнитных материалов под давлением сжимающего или растягивающего усилий, либо появление зарядов на гранях кристаллов, обладающих пьезоэлектрическими свойствами.

### Механическое реле момента
Механические реле момента используют взаимное смещение двух систем тензометрических или магнитных элементов, расположенных рядом на валу; это смещение происходит вследствие скручивания вала, через который передаётся измеряемый момент.

### Механические реле параметров вещества
Механические реле, реагирующие на изменение механических свойств материалов, например вязкости газа или жидкости, выполняются на двух дисках, один из которых вращается с постоянной скоростью, а момент, вызывающий поворот второго, расположенного параллельно первому, зависит от вязкости газа или жидкости, находящейся между ними. Реле, реагирующее на плотность жидкости, могут быть выполнены аналогично реле уровня, если обеспечить постоянство высоты столба жидкости (например, путём устройства сливного отверстия на нужном уровне).